# Clyomys bishopi
Clyomys bishopi là một loài động vật có vú trong họ Echimyidae, bộ Gặm nhấm. Loài này được Ávila-Pires & Wutke mô tả năm 1981.